# Melipotis cunearis
Melipotis cunearis är en fjärilsart som beskrevs av Achille Guenée 1852. Melipotis cunearis ingår i släktet Melipotis och familjen nattflyn. Inga underarter finns listade i Catalogue of Life.